# Aechmophorus
Aechmophorus is een geslacht van vogels uit de familie van de futen (Podicipedidae). De wetenschappelijke naam van het geslacht is voor het eerst geldig gepubliceerd in 1862 door Coues.

## Soorten
De volgende soorten zijn bij het geslacht ingedeeld:
- Aechmophorus clarkii – Clarks fuut
- Aechmophorus occidentalis – Zwanenhalsfuut